# Красавица из Страсбурга
«Красавица из Страсбурга» (фр. La Belle Strasbourgeoise) — картина маслом французского художника Николя де Ларжильера, написанная в 1703 году. Полотно представляет собой портрет неизвестной дамы высокого происхождения, облачённой в традиционный костюм жительницы Страсбурга и держащей на руках комнатную собачку.
Картина хранится в страсбургском Музее изобразительного искусства (инвентарный номер MBA 2146).

## О картине
Доподлинно неизвестно, писал ли Ларжильер портрет какой-либо конкретной женщины или же создавал некий обобщённый образ. Основное внимание художник уделил изображению традиционного костюма жительницы Страсбурга, выписанного в мельчайших подробностях. Представленные на картине элементы облачения знатной дамы (кружево и шёлк шали, широкие рукава, корсет с манящим вырезом, юбка простого покроя и широкополая шляпа без украшений) свидетельствуют о высоком уровне художественного мастерства Ларжильера и хорошо усвоенных им приёмах фламандской живописной школы.
В сравнении со специфичным и характе́рным одеянием изображённой женщины изощрённая красота её внешности выглядит не слишком обязательным свойством. Согласно предположению историка живописи доктора Эвы-Гесин Баур, статность позы и гармония черт лица дамы демонстрируют, что перед зрителем предстаёт не провинциальная красавица в своём самом привлекательном костюме, а утончённая светская особа, которая нарядилась в провинциальное платье ради поддержания чувства нерушимости Традиции. По словам Баур, насущность Традиции осознавалась «и теми, кто имел возможность проводить свои дни в праздности».

## История картины
30 ноября 1936 года полотно было приобретено в Париже коллекционером и филантропом Мозель Сассун (1872—1964) за 1 510 000 франков — «Красавица из Страсбурга» была частью выставленной на торги коллекции Франсуа Коти (лот № 23). 3 июля 1963 года картина была продана дочерью Сассун Дерек (Вайолет) Фицджеральд на торгах аукционного дома «Сотбис» в Лондоне городу Страсбург за 145 000 фунтов стерлингов (лот № 5). Это была самая высокая цена, заплаченная французским музеем за покупку произведения искусства на тот момент.

## Вторая версия
Вторая и почти идентичная версия картины, вероятно, написанная в то же время, была продана 15 сентября 2020 года на аукционе «Кристис» в Париже за 1 570 000 евро. Полотно принадлежало Полю-Луи Вейлеру.